# 522 Helga
Az 522 Helga egy a Naprendszer kisbolygói közül, amit Max Wolf fedezett fel 1904. január 10-én.